# Itsuki Oda
Itsuki Oda (小田 逸稀?, Oda Itsuki; Saga, 16 luglio 1998) è un calciatore giapponese, difensore dell'Avispa Fukuoka.

## Palmarès

### Club

#### Competizioni internazionali
- AFC Champions League: 1

Kashima Antlers: 2018

#### Competizioni nazionali
- Coppa J. League: 1

Avispa Fukuoka: 2023